# 카빈다 공화국
카빈다 공화국(Kilansi kia Kabinda, Portuguese)는 포르투갈의 독립 보호국이었지만 포르투갈이 앙골라를 자유 국가로 선언한 후 앙골라 가 인수했다. 현재 앙골라가 카빈다(Cabinda) 지역으로 간주하는 승인되지 않은 국가이다. 카빈다 국가 해방 전선 (FLEC)은 1975년 포르투갈로부터 카빈다 공화국이 독립 국가로 선포되고 앙골라가 침공한 직후 주권을 주장했다. 이 (국제적으로 인정받지 못하는) 실체의 정부는 프랑스 파리 와 콩고 공화국의 푸앵트누아르에 사무실을 두고 망명 생활을 하고 있다.
1885년 시뮬람부코 조약은 카빈다를 포르투갈령 서아프리카(앙골라)와 행정적으로 분리된 포르투갈령 콩고로 알려진 포르투갈 보호령으로 지정했다. 20세기에 포르투갈은 카빈다를 앙골라의 "해외 지방" 내의 한 지역으로 통합했다. 포르투갈 식민지 전쟁 동안 FLEC는 포르투갈로부터 카빈다의 독립을 위해 싸웠다. 1975년 8월 1일 독립이 선포되었고 FLEC는 Henrique N'zita Tiago 가 이끄는 임시 정부를 구성했다. 루이스 랑케 프랑크(Luis Ranque Francque) 가 대통령으로 선출되었다.
1975년 1월, 앙골라의 3개 민족해방운동( MPLA ), 앙골라 민족해방전선( FNLA ), 앙골라 완전독립민족연맹( UNITA )이 포르투갈 알보르 에서 식민세력과 만났다., 독립으로의 전환 양식을 확립한다. FLEC가 초대되지 않았다. 알보르 협정(Alvor Agreement) 이 체결되어 앙골라의 독립이 확립되고 카빈다(Cabinda)가 앙골라의 일부가 되었음을 확인했다. 알보르 협정은 앙골라가 독립하기 불과 한 달 17일 전에 포르투갈에 의해 중단되어 카빈다에 대한 앙골라의 주장이 무효화되었다. 그러나 1975년 11월 앙골라 독립이 선언된 후 카빈다는 1960년대 중반부터 카빈다에 주둔해 있던 앙골라해방민중운동 (MPLA) 세력에 점령당해 반식민지 게릴라전을 벌였다. FLEC에서 운영하는 것보다 오히려 더 효율적이었다.
1970년대와 1980년대 대부분 동안 FLEC는 MPLA가 이끄는 당시 앙골라 인민 공화국의 군대를 공격하면서 저강도 게릴라전을 벌였다. FLEC의 전술에는 경제 목표물을 공격하고 해당 지역의 석유 및 건설 사업에 근무하는 외국인 직원을 납치하는 것이 포함되었다. 2006년 7월, 휴전 협상 후, 대화와 평화를 위한 Cabindan 포럼의 회장이자 FLEC의 부회장 겸 사무총장인 António Bento Bembe는 Cabindan 분리주의 세력이 휴전을 선언할 준비가 되었다고 발표했다. 평화 조약이 체결되었다. 파리의 FLEC-FAC는 Bembe가 앙골라와 협상할 권한이나 권한이 없으며 허용 가능한 유일한 해결책은 완전한 독립이라고 주장한다.

## 지리학
카빈다는 2006년 기준 인구 264,584명(추정)으로 서부 중앙 아프리카에 있는 7,284 평방 킬로미터의 영토로 벨리즈 (인구: 17,693), 부코 자우 (40,019), 카빈다 (185,924), 카콩고 (20,948)의 4개 지방자치단체로 나누어져 있다. . 카빈다(Cabinda)는 앙골라의 고립 지역 으로, 이는 앙골라의 나머지 지역과 육로로 연결되어 있지 않음을 의미한다. 서쪽으로 대서양, 북쪽으로 콩고공화국, 동쪽과 남쪽으로 콩고민주공화국 과 국경을 접하고 있다. 콩고 강 북쪽 기슭을 따라 있는 DR 콩고 영토는 카빈다를 앙골라 본토와 분리한다.
3,500명이 넘는 카빈다족이 콩고민주공화국과 콩고공화국의 난민 캠프에 살고 있다.

## 기후
| Cabinda의 기후           | Cabinda의 기후 | Cabinda의 기후 | Cabinda의 기후 | Cabinda의 기후 | Cabinda의 기후 | Cabinda의 기후 | Cabinda의 기후 | Cabinda의 기후 | Cabinda의 기후 | Cabinda의 기후 | Cabinda의 기후 | Cabinda의 기후 | Cabinda의 기후 |
| 월                       | 1월            | 2월            | 3월            | 4월            | 5월            | 6월            | 7월            | 8월            | 9월            | 10월           | 11월           | 12월           | 연간           |
| ------------------------ | -------------- | -------------- | -------------- | -------------- | -------------- | -------------- | -------------- | -------------- | -------------- | -------------- | -------------- | -------------- | -------------- |
| 일평균 최고 기온 °C (°F) | 30 (86)        | 31 (87)        | 31 (87)        | 31 (87)        | 29 (84)        | 26 (78)        | 26 (78)        | 26 (78)        | 27 (80)        | 28 (82)        | 29 (84)        | 28 (83)        | 28 (83)        |
| 일평균 최저 기온 °C (°F) | 23 (73)        | 23 (73)        | 23 (73)        | 23 (74)        | 23 (73)        | 21 (69)        | 18 (65)        | 19 (67)        | 21 (70)        | 23 (74)        | 23 (74)        | 23 (74)        | 22 (72)        |
| 평균 강수량 mm (인치)    | 58 (2.3)       | 110 (4.3)      | 84 (3.3)       | 120 (4.6)      | 56 (2.2)       | 0 (0)          | 0 (0)          | 2.5 (0.1)      | 5.1 (0.2)      | 33 (1.3)       | 110 (4.5)      | 89 (3.5)       | 670 (26.3)     |
| 출처: Weatherbase        |                |                |                |                |                |                |                |                |                |                |                |                |                |

## 주 휘장

### 국기
두 가지 다른 깃발 디자인이 사용되는 것 같다. 하나는 심율람부코 기념비가 있고 다른 하나는 녹색 삼각형과 흰색 별이 있다. 하얀 별은 때로는 위쪽을 가리키기도 하고 때로는 아래쪽을 가리키기도 한다. 삼색기의 색상 순서도 바뀔 수 있다.

### 문장
아래 갤러리에 표시된 것처럼 문장 하나만 사용된다.

## 역사

### 배경
카빈다 공화국은 포르투갈령 콩고로 알려진 포르투갈 보호령 으로서의 초기 상태에서 자치권을 주장하고 있다 이 보호령은 훨씬 더 큰 포르투갈령 서아프리카 와는 별도의 역사와 법적 지위를 가지고 있었다. 1883년 9월 19일 개시. 또한 시뮬람부코 조약 과 1885년 베를린 회의 에서 카빈다와 앙골라는 별개의 독립된 독립체로 취급되었다.
처음부터 Cabinda는 포르투갈 체제 내에서 상대적인 자율성과 앙골라의 더 큰 식민지(또는 주) 내 통합 위치 사이를 오가며 여러 가지 지위 변화를 경험했다.
세기가 바뀌면서 영국과 포르투갈이 관할권 경계에 관해 합의하고 콩고 옆에 있는 프랑스와 벨기에에 대항하기로 합의했고, 독일은 물론이고 후자가 불일치를 표명하자 아프리카 쟁탈전 이 촉발되었다.
2019년 5월, 카빈다에서 탄압이 보고되었다.

### 앙골라와의 관계
1960년대 앙골라 독립 운동이 진행되는 동안 상황은 더욱 복잡해졌다. 1963년 5월 아프리카 통일 기구 (OAU)는 카빈다를 아직 탈식민지화되지 않은 39번째 국가로, 앙골라를 35번째로 지정했다.
1960년대 초, 카빈다의 별도 지위를 옹호하는 여러 독립 운동이 일어났다. 카빈다 영토 해방 운동 (MLEC)은 루이스 랑케 프랑크(Luis Ranque Franque)의 지도 하에 1960년에 결성되었다. 브라자빌의 다양한 이민자 협회가 합병된 결과, MLEC는 급속도로 분리주의 운동 중 가장 두드러진 세력이 되었다. 또 다른 그룹은 소수의 인구인 마욤 베족을 대표하는 알리아마( 마욤베 국가 동맹 )였다. 이들 운동은 1963년 8월에 연합하여 카빈다 국가 해방 전선 (FLEC)이라는 공동의 공동 전선을 형성했다. MLEC의 Ranque Francque가 리더십 역할을 맡았다. FLEC는 킨샤사에 망명한 캐빈단 정부를 설립했다. FNLA와는 대조적으로 망명 정부에 대한 국제적 지원을 동원하려는 FLEC의 노력은 거의 성공하지 못했다. 실제로 OAU 회원의 대다수는 이것이 대륙의 다른 곳에서 분리주의를 조장할 수 있다고 우려하고 아프리카 국경의 신성함을 정당하게 옹호하면서 FLEC의 망명 정부에 대한 인정을 단호히 거부했다. 나중에 앙골라의 격동적인 탈식민지화 과정에서 Ranque Franque는 1975년 8월 1일 캄팔라 에서 앙골라를 논의하던 OAU 정상회담에서 카빈다 공화국의 독립을 선언했다. 모부투 세세 세코 자이리아 대통령은 카빈다의 미래에 대한 국민투표를 촉구했다. 앙리 로페스 콩고 총리는 당시 “카빈다는 현실로 존재하며 역사적, 지리적으로 앙골라와 다르다”고 말한 것으로 전해진다.
1975년 1월 15일 체결된 알보르 협정으로 11월 11일 앙골라가 포르투갈로부터 독립하게 되었다. MPLA, FNLA, UNITA 및 포르투갈 정부 가 서명한 계약은 FLEC 또는 Cabinda의 대표가 서명한 적이 없다. MPLA(주로 쿠바) 군대는 1975년 11월 11일 Pointe Noire를 통해 Cabinda에 입성하여 "Cabinda Province"라는 이름으로 Cabinda를 앙골라에 통합했다. 알보르 협정에는 "앙골라는 분할할 수 없는 하나의 통일체를 구성한다. 이러한 맥락에서 카빈다는 앙골라의 필수적이고 양도할 수 없는 부분이다."라고 명시되어 있다. 당시 Cabinda는 국가 총생산의 거의 절반을 차지하는 거의 모든 앙골라 석유를 생산하고 있었다.

## 같이 보기
- 카빈다 분쟁